# Eremogone aksayqingensis
Eremogone aksayqingensis là loài thực vật có hoa thuộc họ Cẩm chướng. Loài này được Zhou Lihua (周立华, Chu Lập Hoa) của Viện Sinh học Cao nguyên Tây Bắc thuộc Viện Hàn lâm Khoa học Trung Quốc mô tả khoa học đầu tiên năm 1987 dưới danh pháp Arenaria aksayqingensis. Năm 2015 Richard Kevin Rabeler và Warren Lambert Wagner chuyển nó sang chi Eremogone.

## Từ nguyên
Tính từ định danh aksayqingensis lấy theo địa danh Aksai Chin, nơi thu mẫu định danh Northwest Plat. Inst. Biol. Acad. Sin. Exped. 3723 ở cao độ 4.900 m, lưu giữ tại Viện Sinh học Cao nguyên Tây Bắc (NWBI).

## Tên gọi
Tên gọi thông thường trong tiếng Trung là 阿克赛钦雪灵芝 (A Khắc Tái Khâm tuyết linh chi).

## Mô tả
Cây thảo sống lâu năm. Các rễ chính mập, hóa gỗ. Thân mọc thành cụm, hình gối, 3-4 cm, với các lá chen chúc, khô héo và bền ở gốc hóa gỗ. Phiến lá hình dùi, 5-10 × ~1 mm, đáy mở rộng, ôm chặt, dạng màng, mép dạng màng hẹp, thưa lông rung, đỉnh nhọn. Hoa đơn độc, đầu cành; lá bắc hình dùi, 3-4 × ~1 mm. Cuống hoa ~1 mm, nhẵn nhụi. Lá đài 5, hình mác, 6-7 × 1,5-2 mm, 3 gân gần nhau và gần mép, đáy mở rộng, mép dạng màng, đỉnh nhọn. Cánh hoa 5, màu trắng, hình trứng ngược, 4-5 mm, đỉnh tù. Đĩa hoa hình chảo nhỏ, với 5 tuyến hình trứng. Nhị hoa 10; các chỉ nhị ngắn hơn cánh hoa; bao phấn màu tím. Bầu nhụy hình trứng, ~1,5 mm. Vòi nhụy 3, thẳng, 2-3 mm. Ra hoa tháng 7.

## Phân bố
Loài bản địa khu vực Aksai Chin, Tân Cương, Trung Quốc. Môi trường sống là các bãi sông; ở cao độ ~4.900 mét.